# The Call of the Canyon
The Call of the Canyon is een Amerikaanse western uit 1923 onder regie van Victor Fleming.

## Verhaal
Glenn Kilbourne keert terug van de oorlog en reist naar Arizona om op krachten te komen. Hij wordt er verpleegd door Flo Hutter. De verloofde van Glenn komt op bezoek, maar zij kan niet aarden in Arizona en ze keert al snel terug naar New York. Als Flo later ernstig gewond raakt bij een ongeluk, vraagt Glenn haar ten huwelijk. Op de dag van de bruiloft is zijn New Yorkse verloofde opnieuw in Arizona.

## Rolverdeling
| Acteur           | Personage       |
| ---------------- | --------------- |
| Richard Dix      | Glenn Kilbourne |
| Lois Wilson      | Carley Burch    |
| Marjorie Daw     | Flo Hunter      |
| Noah Beery       | Haze Ruff       |
| Ricardo Cortez   | Larry Morrison  |
| Fred Huntley     | Tom Hutter      |
| Lillian Leighton | Mevrouw Hutter  |
| Helen Dunbar     | Tante Mary      |
| Tom London       | Lee Stanton     |
| Eddie Clayton    | Tenney Jones    |
| Dorothy Seastrom | Eleanor Harmon  |
| Laura Anson      | Beatrice Lovell |
| Charles Richards | Roger Newton    |
| Ralph Yearsley   | Charlie Oatmeal |
| Arthur Rankin    | Virgil Rust     |